# Épagne

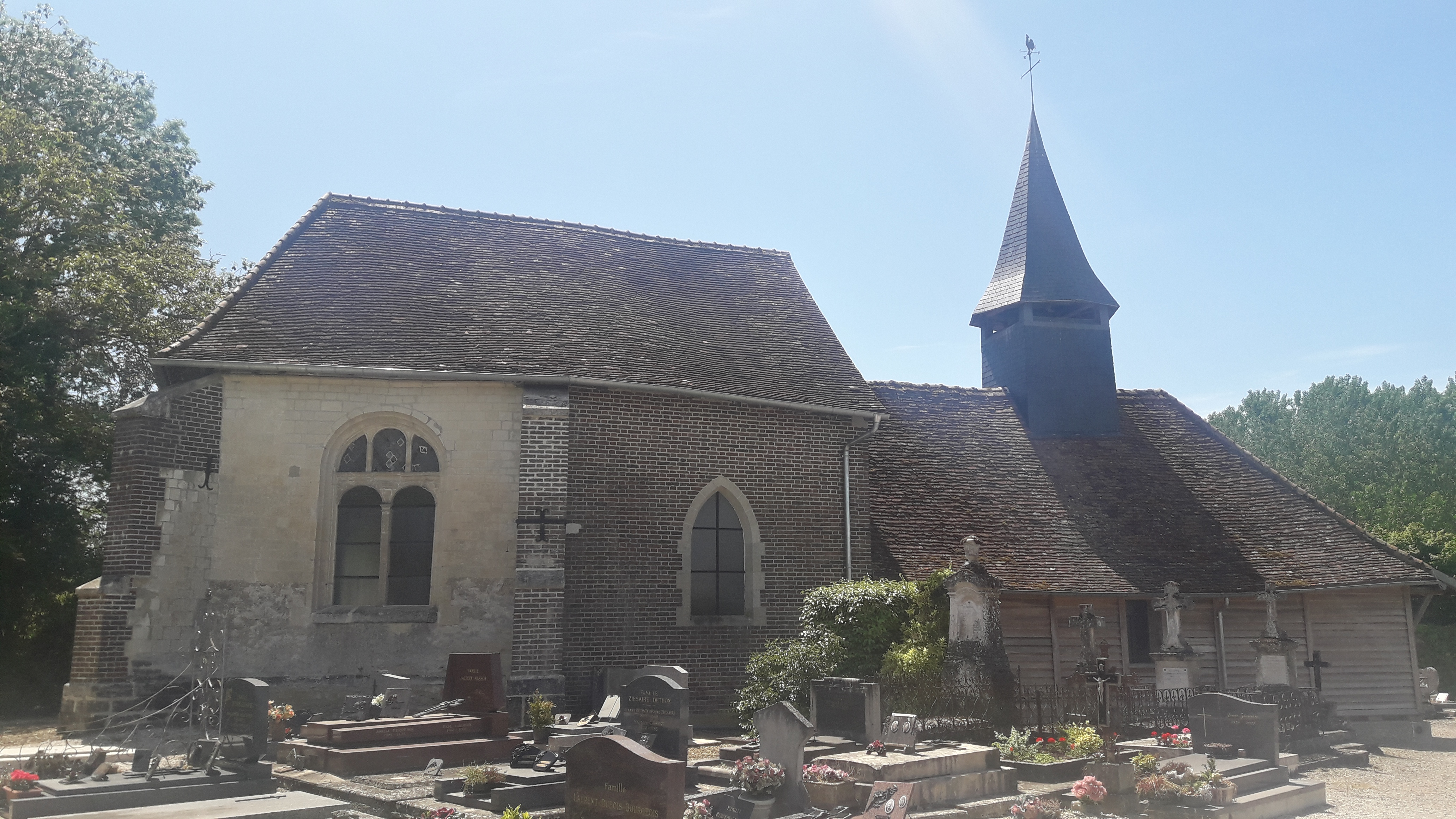
Kirche Saint Georges d'Épagne

Épagne ist eine französische Gemeinde mit 131 Einwohnern (Stand: 1. Januar 2022) im Département Aube in der Region Grand Est. Sie gehört zum Arrondissement Bar-sur-Aube und zum Kanton Brienne-le-Château.

## Lage
Sie ist umgeben von folgenden Nachbargemeinden:
|                     | Précy-Saint-Martin                          | Saint-Léger-sous-Brienne |
| Précy-Notre-Dame    | Kompassrose, die auf Nachbargemeinden zeigt |                          |
| Blaincourt-sur-Aube |                                             | Brienne-le-Château       |

## Bevölkerungsentwicklung
| Jahr                      | 1962 | 1968 | 1975 | 1982 | 1990 | 1999 | 2008 | 2018 |
| ------------------------- | ---- | ---- | ---- | ---- | ---- | ---- | ---- | ---- |
| Einwohner                 | 137  | 144  | 126  | 105  | 107  | 102  | 109  | 140  |
| Quelle: Cassini und INSEE |      |      |      |      |      |      |      |      |